# Forschungsplattform Nordsee
Die Forschungsplattform NORDSEE (FPN) war eine deutsche Forschungsstation, die von 1974 bis 1993 nordwestlich von Helgoland positioniert war.

## Geschichte

Forschungsplattform NORDSEE

Sie wurde 1974/1975 für 35 Millionen Mark im Auftrag des Bundesministeriums für Forschung und Technologie (BMFT) entwickelt. Am 8. Juni 1975 wurde die Plattform etwa 75 Kilometer nordwestlich Helgoland auf ein Stahlrohrgestell über einer Wassertiefe von 30 Meter aufgesetzt. Die 26 Meter mal 26 Meter große, 1500 Tonnen schwere Plattform enthielt Laborräume und Unterkünfte für acht Besatzungsmitglieder und maximal 14 Forscher. Die Plattform besaß ein Hubschrauberdeck, über das der Personalwechsel regelmäßig abgewickelt wurde, während Versorgungsgüter und Kraftstoff alle zwei bis drei Wochen mit einem Schiff gebracht wurden. Für die Stromversorgung standen drei Dieselgeneratoren zur Verfügung. Der Sicherheit der Besatzung diente eine Rettungskapsel. Um die Forschungsergebnisse nicht zu verfälschen, wurde besonderer Wert auf die Umweltverträglichkeit gelegt und kein Abwasser ins Meer geleitet.
Der Forschungsbetrieb begann 1976. Während des 17-jährigen Betriebs wurde auf den Gebieten der Umwelt-, Unterwasser-, Klima- und Wehrtechnik geforscht, entwickelt und erprobt. Ein Teil der Erprobungen galt der Konstruktion selber, wobei die unterschiedlichen Belastungen der Plattform durch Seegang, Klima und Korrosion aufgezeichnet und untersucht wurden. 
Das Bundesministerium der Verteidigung beteiligte sich mit 30 Prozent der Kosten an der FPN. Die Forschungsanstalt der Bundeswehr für Wasserschall und Geophysik forschte an der Unterwasserschallausbreitung. Dafür wurde nachträglich an der Westseite ein weiteres Bein an die FPN angebaut. An ihm waren akustische Sende- und Empfangsanlagen im Frequenzband 500 Hz bis 10 kHz in einer Halterung montiert, die von zwischen 5 m über dem Meeresboden bis an die Oberfläche und darüber hinaus bewegt werden konnten. Außerdem gab es für das gleiche Frequenzband eine akustische Langantenne am Meeresboden in 10,4 km Abstand von der Plattform, die mit ihr fest verdrahtet war.
Die Plattform wurde 1993 auf offener See demontiert.

## Weblinks

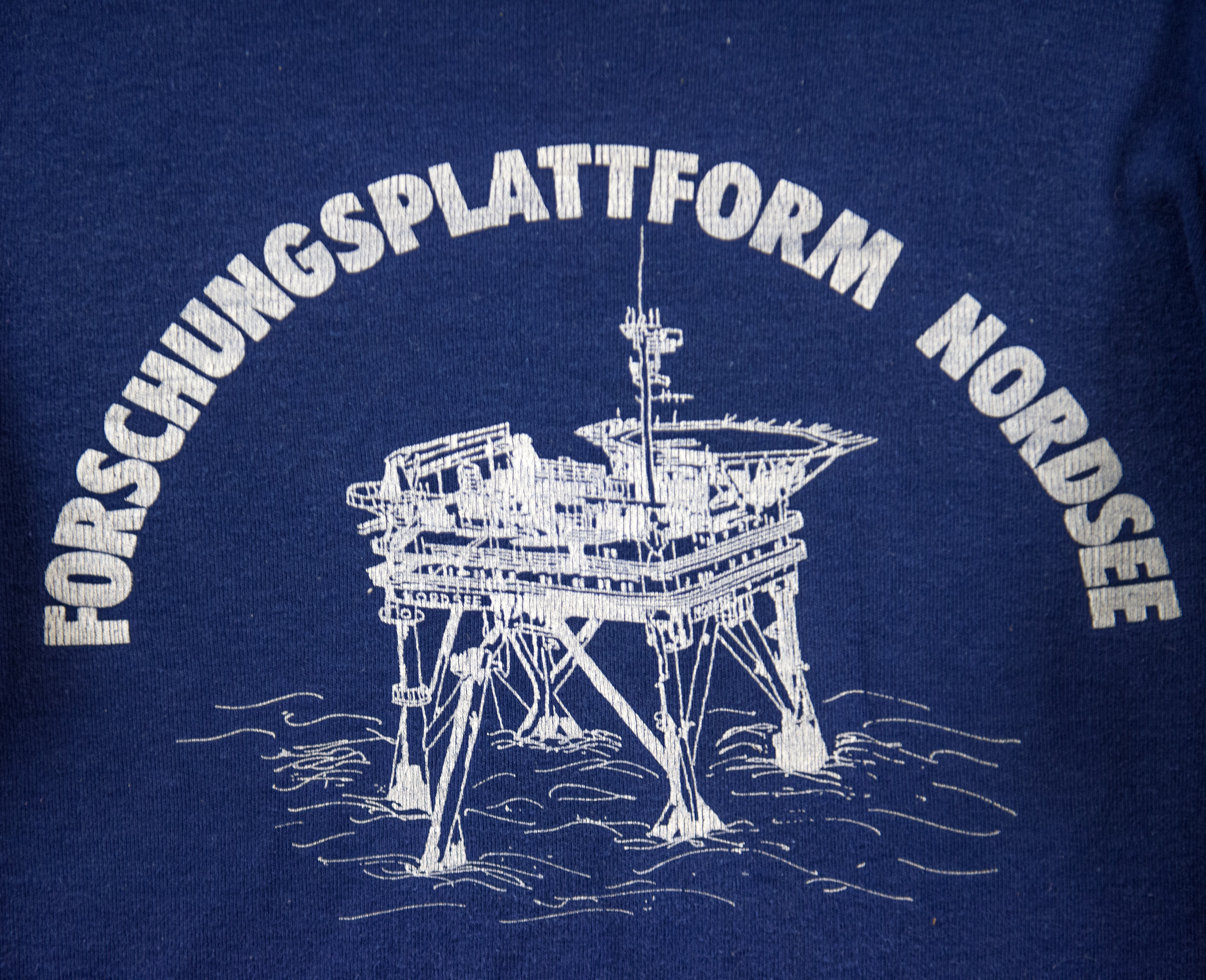
T-shirt